# Nosnik
V glasoslovju je nósnik, imenovan tudi nósniški zapórnik v nasprotju z ustniškim zapornikom, zaporniški soglasnik, ki nastane s spuščenim mehkim nebom, kar omogoča zraku, da prosto uhaja skozi nos. Velika večina soglasnikov je ustničnih soglasnikov. Primeri nosnikov v slovenščini so [m] (bombaž [bɔmˈbäːʃ]), [ɱ] (simfonija [siɱfɔˈn̪íːjä]), [n] (limona [liˈmóːn̪a]), [ŋ] (angel [ˈä̀ːŋgɛl]). Nosni zaporniki so splošno prisotni v človeških jezikih. V nekaterih jezikih obstajajo tudi druge vrste nosnikov.

## Opredelitev
Skoraj vsi nosni soglasniki so nosniški zaporniki, pri katerih zrak uhaja skozi nos, ne pa skozi usta, saj jih zapirajo ustnice ali jezik. Ustna votlina še vedno deluje kot resonančna komora za zvok. Nosniki so redko nezaporniški.
Večina nosnikov je zvenečih in pravzaprav sta nosna zvoka [n] in [m] med jezikovno najpogostejšimi glasovi. Nezveneči nosniki se pojavljajo v nekaterih jezikih, kot so burmanski, valižanski, islandski in gvaranski. Podobni so ustni zaporniki, ki popolnoma zaprejo zrak, in priporniki, ki ovirajo pretok zraka z ozkim kanalom. Zaporniki in priporniki so pogosteje nezveneči kot zveneči in so znani kot nezvočniki.
Nosniki so zvočno gledano zvočniki, kar pomeni, da bistveno ne omejujejo pretoka zraka (saj ta lahko prosto uhaja iz nosu). Vendar so tudi nosne votline ovira pri artikulaciji, ker je pretok zraka skozi usta oviran. Ta dvojnost, zvočniški zračni tok skozi nos skupaj z zaporo v ustih, pomeni, da se nosni zaporniki obnašajo kot zvočniki in kot nezvočniki. Na primer, nosniki se običajno ujemajo z drugimi zvočniki, kot sta [r] in [l], vendar se lahko v mnogih jezikih razvijejo iz ali v zapornike.
Zvočno gledano imajo nosniki razpon moči okoli 200 in 2000 Hz.
| zveneči                                     | zveneči | nezveneči                                   | nezveneči |
| Opis                                        | MFA     | Opis                                        | MFA       |
| ------------------------------------------- | ------- | ------------------------------------------- | --------- |
| zveneči dvoustnični nosniki                 | [m]     | zveneči dvoustnični nosniki                 | [m̥]       |
| zveneči zobno-ustnični nosnik               | [ɱ]     | zveneči zobno-ustnični nosnik               | [ɱ̊]       |
| zveneči zobni nosnik                        | [n̪]     | zveneči zobni nosnik                        | [n̪̊]       |
| zveneč dlesnični nosnik 1                   | [n]     | zveneč dlesnični nosnik 1                   | [n̥]       |
| zvočni retrofleksni (krčenje jezika) nosnik | [ɳ]     | zvočni retrofleksni (krčenje jezika) nosnik | [ɳ̊]       |
| zveneči trdonebni nosnik                    | [ɲ]     | zveneči trdonebni nosnik                    | [ɲ̊]       |
| zveneči mehkonebni nosnik                   | [ŋ]     | zveneči mehkonebni nosnik                   | [ŋ̊]       |
| zveneči uvularni (jezičkov) nosnik          | [ɴ]     | zveneči uvularni (jezičkov) nosnik          | [ɴ̥]       |

1.^ Simbol ⟨n⟩ se običajno uporablja tudi za predstavitev zobnega nosnika, namesto ⟨n̪⟩, saj se le redko razlikuje od dlesničnega nosnika.
Primeri jezikov, ki vsebujejo nosne zapornike:
Zveneči retrofleksni nosnik [ɳ] je pogost glas v indijskih jezikih.
Zveneči trdonebni nosnik [ɲ] je pogost glas v evropskih jezikih, kot so: španščina ⟨ñ⟩, francoščina in italijanščina ⟨gn⟩, katalonščina in madžarščina ⟨ny⟩, češčina in slovaščina ⟨ň⟩, poljščina ⟨ń⟩, okcitanščina in portugalščina ⟨nh⟩ in (pred samoglasnikom) v sodobni grščini ⟨νι⟩.
Številni germanski jeziki, vključno z nemščino, nizozemščino, angleščino in švedščino, pa tudi različice kitajščine, kot sta mandarinščina in kantonščina, imajo [m], [n] in [ŋ]. Tamilščina ima šest različic [m], [n̪], [n], [ɳ], [ɲ] in [ŋ] ⟨ம, ந, ன, ண, ஞ, ங⟩.
Jezik nuosu razlikuje šest različic nosnikov: [m], [n], [m̥], [n̥], [ɲ] in [ŋ]. V latinici jih predstavljajo m, n, hm, hn, ny in ng. Nuosu se razlikuje tudi v nosniških zapornikih in zlitnikih z njihovimi zvenečimi, nezvenečimi in aspiriranimi različicami.
Katalonščina, okcitanščina, španščina in italijanščina imajo [m], [n], [ɲ] kot glasove ter [ɱ] in [ŋ] kot premeni. Kljub temu med mnogimi mlajšimi govorci španščine Rioplatense ni trdonebnega nosnika, ampak le palataliziran nosnik, [nʲ] (kot v konj [ˈkɔ́n̪ʲ].
V brazilski portugalščini in angolski portugalščini se [ɲ], zapisan ⟨nh⟩, običajno izgovori kot [ȷ̃], nosniško trdonebni drsnik, nosni drsnik (v poljščini je ta lastnost možna tudi kot premeno). Polglasniki v portugalščini pogosto nazalizirajo pred in vedno za nosnimi samoglasniki, zaradi česar imamo [ȷ̃] in [w̃] . Kar bi bilo v drugih zahodnoiberskih jezikih zlog nosniških zapornikov, se pred zobnimi soglasniki le rahlo izgovori . Zunaj tega okolja se nosniškost razširi na samoglasnik ali postane nosni dvoglasnik (mambembe [mɐ̃ˈbẽjbi], zunaj zloga, samo v Braziliji, in mantém [mɐ̃ˈtẽj ~ mɐ̃ˈtɐ̃j] v vseh portugalskih narečjih).
Japonski zlogovni zapis kanaん, običajno prečrkovan kot n in občasno kot m, se lahko kaže kot eden od več različnih nosnih soglasnikov, odvisno od tega, kateri soglasnik mu sledi; to premeno, v MFA pogovorno zapisano kot /N/, je glede na moraično strukturo jezika znan kot moraični nosnik .
Valižanščina ima nabor nezvenečih nosnikov, [m̥], [n̥] in [ŋ̊], ki se pojavljajo pretežno kot posledica nosne spremembe njihovih zvenečih primerkov ([m], [n] in [ŋ]).
Jezik Mapos Buang Nove Gvineje ima glasnični uvularni/jezičkov nosnik [ɴ], ki je v nasprotju z mehkonebnim nosnikom. Le v zelo redkih primerih ima jezik [ɴ] kot glasnik.
Yanyuwa je zelo poseben, saj ima sedem različic med [m], [n̪], [n], [ɳ], [ṉ] ( trdonebno-dlesnični), [ŋ̟] (sprednje mehkonebni) in [ŋ̠ ] (zadnje mehkonebni). To je morda edini obstoječi jezik, ki nasprotuje nosnikom na sedmih različnih točkah izgovorjave. 
Izraz "nosni zapornik" je na splošno okrajšan kot nosnik. Vendar pa obstajajo tudi nosniški priporniki, nosniški flapi, nosni drsniki in nosni samoglasniki, kot v francoščini, portugalščini in poljščini. V MFA so nosni samoglasniki in nosniški soglasniki označeni z valovito črtico nad znakom (~) nad zadevnim samoglasnikom ali soglasnikom: francoski sang [sɑ̃], portugalska bom [bõ] .

## Nezveneči nosniki
Nekaj jezikov ima glasniške nezveneče nosne zapornike. Med njimi so islandski, ferski, burmanski, jalapa mazateški, kildin sami, valižanski in srednjealjaški jup'ik . Iaai iz Nove Kaledonije jih ima nenavadno veliko, /m̥ m̥ʷ n̪̊ ɳ̊ ɲ̊ ŋ̊/, skupaj s številnimi nezvenečimi drsniki .

## Druge vrste nosnih soglasnikov
Ladefoged in Maddieson (1996) ločita popolnoma nosne soglasnike, nosne zapornike, kot je mn ng, pri katerih je zračni tok izključno nosni, od delnih nosnih soglasnikov, kot so prednosniški soglasniki in nosni prednosniški soglasniki, ki so nosni le del svojega trajanja, kot tudi nosniški soglasniki, ki imajo hkraten ustniški in nosni tok zraka.  V nekaterih jezikih, kot je portugalščina, ima lahko nosni soglasnik zaporniška in nezaporniška premena. Na splošno je torej nosni soglasnik lahko:
- nosni zapornik, kot so angleški m, n, ng
- nosni drsnik, kot v nh v nekaterih portugalskih narečjih
- nosni flap, kot je nosni jezičkov/retofleksni obstranski flap v paštunščini
- prednosni soglasniki, predzaporniški in zazaporniški nosniki
- nosni kliki, kot so zulujski nq, nx, nc
- drugi nosniški soglasniki, kot so nosniški priporniki

## Jeziki brez nosnikov
Nekaj jezikov, morda 2 %, ne vsebuje fonemsko značilnih nosnikov. To je vodilo Fergusona (1963) do domneve, da imajo vsi jeziki vsaj en osnovni nosni zapornik. Vendar obstajajo izjeme.

### Odsotnost fonemskih nosnikov
Kadar se trdi, da je jezik popolnoma brez nosnikov, kot pri več jezikih Niger–Kongo  ali jeziku pirahã v Amazoniji, se nosni in nenosni ali prednosni soglasniki običajno izmenjujejo premensko, in to je teoretična trditev s strani jezikoslovca, da nosnik ni osnovna oblika soglasnika. V primeru nekaterih jezikov Niger–Kongo se na primer nosniki pojavljajo le pred nosnimi samoglasniki. Ker so nosni samoglasniki glasniški, domneva, da je nazacija v zapornikih premenska, sliko nekoliko poenostavi. Obstaja tudi drugi korak pri trditvi, da nosni samoglasniki nazalizirajo ustniške zapornike, namesto da bi ustni samoglasniki denazalizirali nosne zapornike, to je, ali so [mã, mba] glasoslovno /mbã, mba/ brez polnih nosnikov ali /mã, ma/ brez prenazaliziranih zapornikov. Predpostavljanje osnovnih ustniških ali prednazaliziranih zapornikov namesto pravih nosnikov pomaga razložiti očitno nestabilnost nosnih ujemanj v celotnem Nigerju in Kongu v primerjavi z npr. indoevropskimi. 
Raziskava je v nekaterih jezikih izvedena na predpostavki enega samega nosnega soglasnika, ki je lahko samo zlogovni, ali večjega nabora nosnih samoglasnikov kot ustniških samoglasnikov, ki ju je težko pravilno umestiti. Način, ki ponuja rešitev, je jukunoidski jezik Wukari . Wukari dovoljuje ustniške samoglasnike v zlogih, kot so ba, mba, in nosne samoglasnike v bã, mã, kar nakazuje, da nosniki postanejo prednosniški zaporniki pred ustniškimi samoglasniki. Zgodovinsko gledano pa je *mb postalo **mm pred nosnimi samoglasniki in se nato zmanjšalo na *m, tako da je ostala nesimetrična porazdelitev. 
Pri starejših govorcih jezika tlingit sta [l] in [n] premeni. Neobičajno, morda celo edinstveno pri tlingitu je, da se pri njem zazna velika odsotnost glasu /l/ kljub temu, da ima pet obstranskih nezvočnikov; za starejšo generacijo bi lahko trdili, da ima /l/, vendar na račun tega, da nima nosnikov. 

### Odsotnost fonetskih nosnikov
Več jezikov okoli Puget Sounda, kot so Quileute (družina Chimakuan), Lushootseed (družina Salishan) in Makah (družina Wakashan), je resnično brez nazalizacije v soglasnikih ali samoglasnikih, razen v posebnih govornih registrih, kot je otroški govor ali starinski govor mitoloških bitij (pri Quileutu pa morda niti ne). To je pokrajinska značilnost, stara le nekaj sto let, kjer so nosniki po kolonialnem stiku postali zveneči zaporniki ( [m] je postal [b] itd.). Na primer, "Snohomish" se trenutno izgovarja sdohobish, vendar je bil v prvih zapisih v angleškem jeziku prečrkovan z nosniki. 
Edini drugi kraji na svetu, kjer je znano, da se to dogaja, so v Melaneziji. V osrednjem narečju jezika rotokas na otoku Bougainville se nosniki uporabljajo samo pri posnemanju tujih naglasov. (Drugo narečje ima vrsto nosnikov.) Jeziki Jezerske nižine zahodnega Iriana so podobni.
Popolna izguba nosnikov, kot v Puget Soundu, je nenavadna. Vendar se trenutno v korejščini besedni začetnici /m/ in /n/ spreminjata v [b] in [d]. To se je začelo v nestandardnih narečjih in je bilo omejeno na začetek prozodičnih enot (skupno stališče za utrjevanje), vendar se je razširilo na mnoge govorce standardnega jezika na začetke običajnih besed celo znotraj prozodičnih enot. 

## Knjižni viri
- Ferguson (1963) "Domneve o nosu", v Greenbergu (ur. ) Univerzale jezika, pp. 50–60.
- Saout, J. le (1973) »Languages sans consonnes nasales«, Annales de l Université d'Abidjan, H, 6, 1, 179–205.
- Williamson, Kay (1989) 'Pregled Niger–Kongo', v Bendor-Samuel & Hartell (ur. ) Jeziki Niger–Kongo, 3–45.

Predloga:IPA navigationPredloga:Articulation navbox